# Día de Victoria
El Día de Victoria (en francés: Fête de la Reine, lit. 'Celebration of the Queen', 'Celebración de la Reina') es un día festivo canadiense celebrado el último lunes que precede el 25 de mayo. Inicialmente celebrado en honor del cumpleaños de la Reina Victoria, esta festividad se conmemora como si fuese el cumpleaños oficial de la soberana de Canadá. Es informalmente considerado el inicio del verano en Canadá.
La festividad ha sido observada en Canadá desde al menos 1845, originalmente coincidiendo con el cumpleaños real de Victoria (24 de mayo). La festividad siempre ha sido festejada específicamente por el pueblo canadiense y aún es celebrada alrededor del país. Cae el lunes entre el 18 y el 24 (incluyéndolo) así que siempre es el penúltimo lunes de mayo (mayo 24 en 2021 y mayo 23 en 2022).
El Día de Victoria es una festividad federal celebrada en las diez provincias de Canadá y cada uno de sus territorios. En Quebec, antes del 2003, el lunes que precede mayo 25 de cada año se celebraba no oficialmente lo que se conoce en francés como Fête de Dollard: una conmemoración de Adam Dollard des Ormeaux. Dicho festejo se comenzó a celebrar en la década de 1920 para coincidir con El Día de Victoria. En 2003, la legislación provincial oficialmente estableció el Día de los Patriotas Nacionales en la misma fecha.

## Historia
El cumpleaños de la Reina Victoria fue un día de celebración en Canadá desde mucho antes de la consolidación de la Confederación. El primer acto legal relacionado con esta festividad ocurrió en 1845 por el parlamento de la Provincia de Canadá reconociendo oficialmente el día 24 de mayo como el cumpleaños de la Reina.  Se puede afirmar que en aquella fecha en 1854, el 35.º cumpleaños de la Reina Victoria, alrededor de 5,000 residentes del Oeste de Canadá se reunieron en frente de la Casa de Gobierno (cerca de lo que hoy se conoce como las calles King y Simcoe en Toronto) para "aclamar a su reina". Un ejemplo de una típica celebración en el siglo XIX del cumpleaños de la Reina es el 24 de mayo de 1866, en Omemee, también al Oeste de Canadá: la ciudad montó un fête todo el día para celebrar la ocasión, incluyendo un saludo de pistola en la medianoche, serenatas antes del amanecer, picnics, competencias atléticas, una exhibición de luces, y procesiones con antorchas; tales celebraciones eran comunes en la colonia y, alrededor de la década de 1890, se convirtió en una "festividad patriótica".
Día 

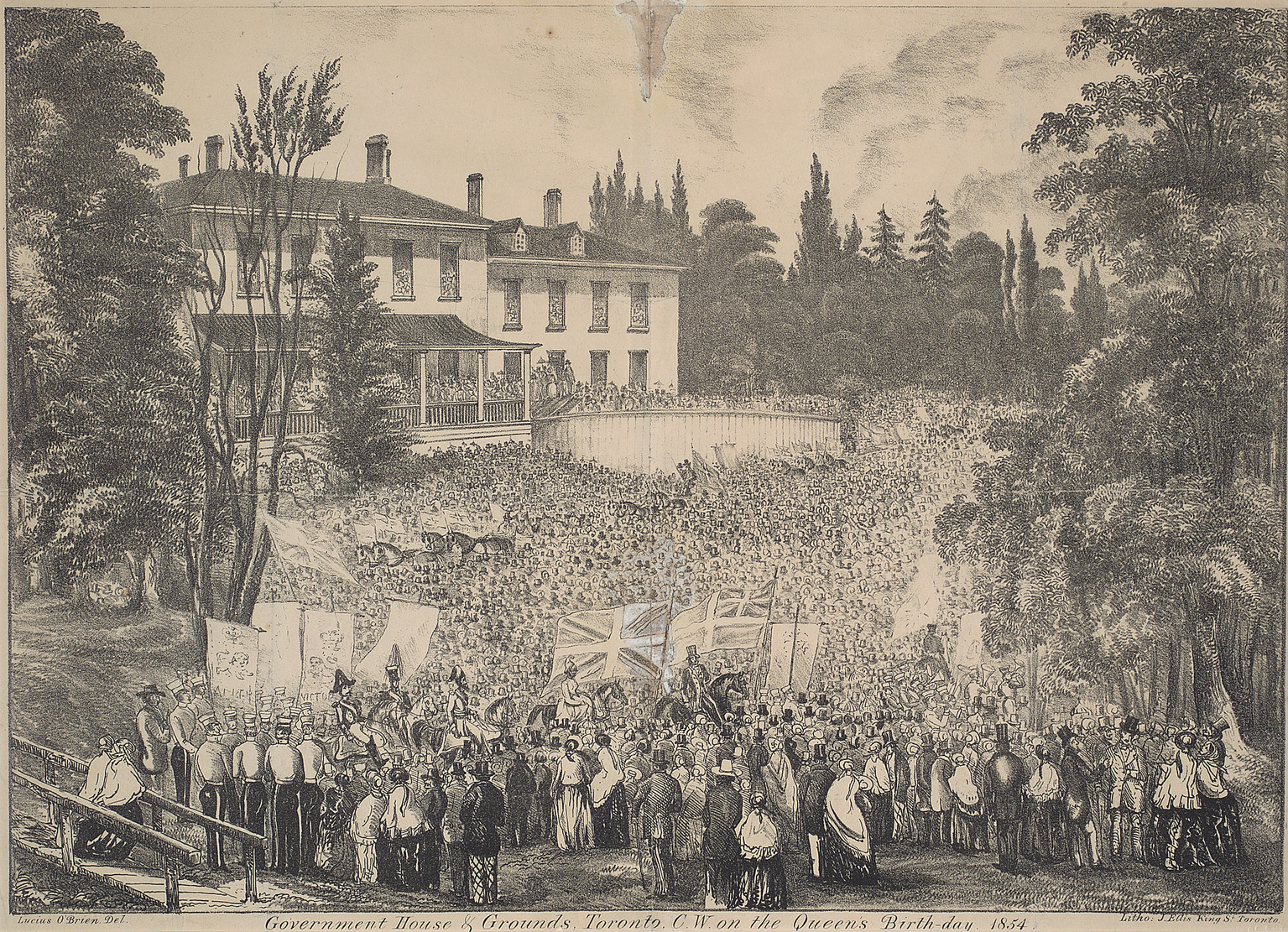
Día de Victoria, 1854; las multitudes se reúnen afuera de la Casa de Gobierno en Toronto, Oeste de Canadá (ahora Ontario).

Tras la muerte de Reina Victoria en 1901, se estableció legalmente el día 24 de mayo como el "Día de Victoria", una fecha para recordar a la difunta reina,  quién fue considerada la "Madre de la Confederación", y, en 1904, la misma fecha fue estipulada por decreto imperial como el Día del Imperio alrededor del Imperio británico. A lo largo de las siguientes décadas, la fecha oficial en Canadá del cumpleaños de la poderosa soberana cambio después de varias proclamaciones reales hasta convertirse en el desorganizado formato que fue abandonado en 1952.  Aquel año, tanto el Día del Imperio como el Día de Victoria  fueron, por orden del consejo y enmienda estatutaria, respectivamente, movidos al lunes antes del día mayo 25. El cumpleaños oficial de la monarca en Canadá fue, por proclamaciones virreinales generales, establecido para caer en esta fecha misma cada año entre 1953 y el 31 de enero de 1957, cuando el enlace se hizo permanente por proclamación real. El año siguiente, el Día del Imperio fue renombrado al Día de La Mancomunidad y en 1977 este fue movido al segundo lunes de marzo, dejando el lunes anterior al 25 de mayo como solo el Día de Victoria y el cumpleaños de la Reina.
Las celebraciones del Día de Victoria han sido marcadas por grandes tragedias al menos dos veces: En 1881, el transbordador de pasajeros <i id="mwYQ">Victoria</i> se volcó encima del Río Thames, Londres, cerca de Ontario. El ferry partió en el anochecer con alrededor de 600 a 800 personas a bordo—tres veces el ímite máximo de pasajeros— volcándose a mitad del camino a lo largo del río, ahogando aproximadamente a 182 individuos, incluyendo una gran cantidad de niños quienes habían ido con sus familias a picnics para celebrar el Día de Victoria en Parque Springbank. El acontecimiento se conoció como el "desastre del Día la Victoria". Después, el 26 de mayo de 1896, el desastre del Puente Point Ellice ocurrió en Victoria, Columbia Británica, cuándo un puente colapsó por el peso de un tranvía sobrecargado con pasajeros que se dirigían a celebrar el Día de Victoria.
En 2013, un grupo de prominentes actores, autores, y políticos canadienses le enviaron una petición al Primer ministro Stephen Harper, solicitando que el "Día de Victoria" fuera renombrado a "Día de Victoria y de los Primeros Pueblos".

## Legislación provincial y territorial

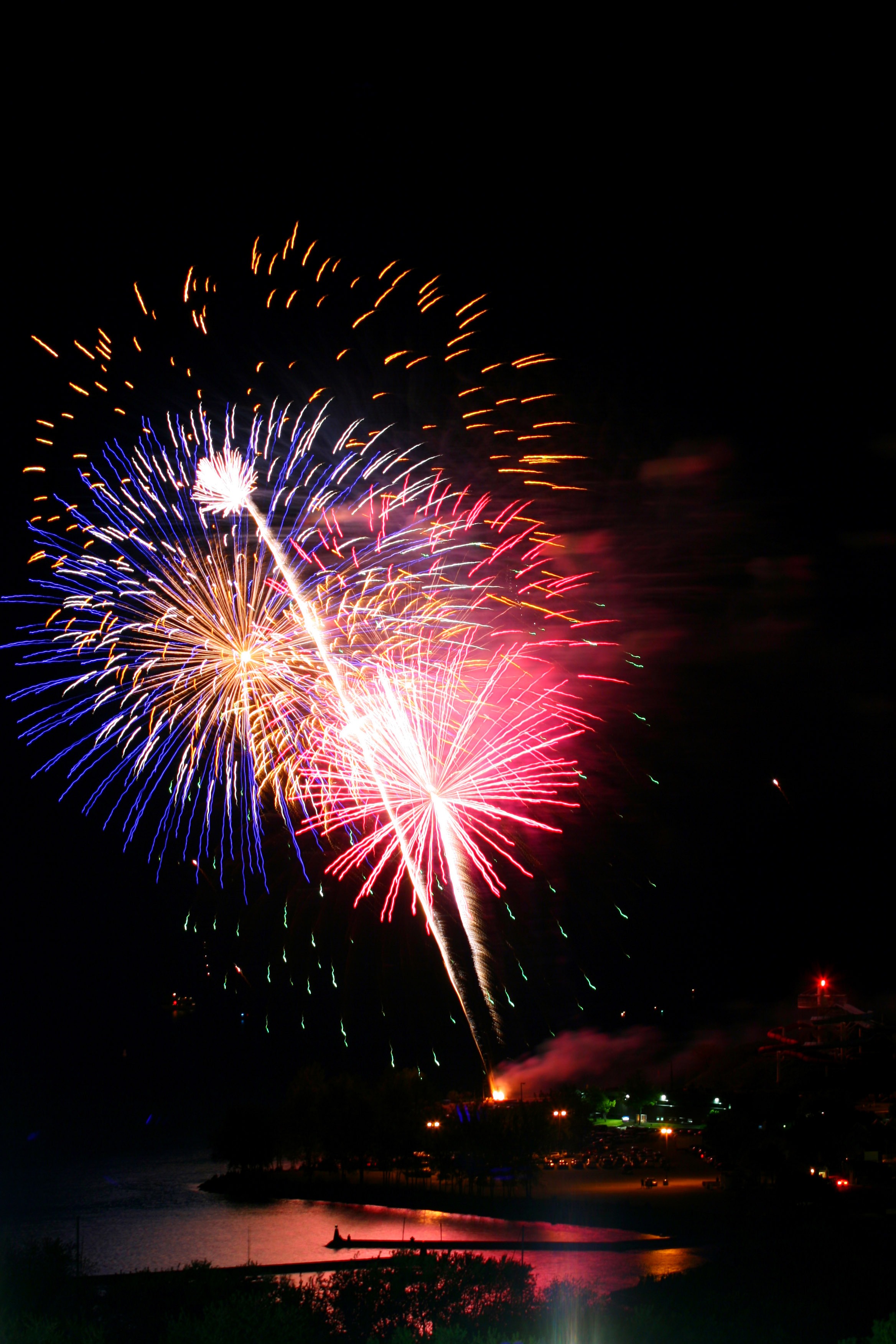
2010 - fuegos artificiales en el Día de Victoria en Ontario Sitio, Toronto

La mayoría de las oficinas de trabajo en Canadá se encuentran regulados por los gobiernos provinciales o territoriales. Por tanto, a pesar de que el Día de Victoria es un festejo estatutario para propósitos federales, si un empleado está titulado a un día libre pagado generalmente depende de la provincia o territorio de residencia en la que trabaje (con la excepción de aquellos que empleados en lugares de trabajo federales como bancos).
El estado del Día de Victoria en cada de las provincias y los territorios es el siguiente: es un festejo general  en Alberta, Manitoba, los Territorios del Noroeste, y Yukon y es un festejo estatutario en Columbia Británica, Ontario, y Saskatchewan. El Día de Victoria no es un día de festejo público pagado en Newfoundland y Labrador, pero sí es un festejo de gobierno; en Nueva Escocia, donde tampoco es considerado un día de suspensión de labores para tiendas minoristas, es considerado un "festejo no estatutario"; en la Isla del Príncipe Edward, a pesar de que la legislación provincial define al Día de Victoria como un "festejo" .
En Nunavut y Nuevo Brunswick, la fecha se considera un feriado general (en Nuevo Brunswick es un día de descanso, en el que los negocios tienen que permanecer cerrados) para conmemorar el cumpleaños oficial de la poderosa soberana. En Quebec, el día estuvo apodado en francés: Fête de Dollard:  el cual conmemoró a Adam Dollard des Ormeaux. En 2003, la Asamblea Nacional de Quebec lo renombró el Día de los Patriotas Nacionales, conmemorando a los patriotas de la Rebelión del Bajo Canadá de 1837.

## Práctica
Canadá es el único país que conmemora a la reina Victoria con un feriado oficial. El protocolo del gobierno federal dicta que, en el Día de Victoria, la bandera de la Unión Real debe ondear desde el amanecer hasta el atardecer en todos los edificios del gobierno federal — incluidos aeropuertos, bases militares y otras propiedades de la Corona en todo el país — donde los arreglos físicos lo permitan (es decir, donde existe una segunda asta de bandera, ya que la bandera de la Unión Real nunca puede reemplazar a la bandera nacional ).
Varias ciudades celebran la festividad con un desfile, el más prominente siendo aquel que tuvo lugar en 1898 en la ciudad nombrada con el mismo nombre de la reina: Victoria, Columbia Británica . Cerca deNuevo Westminster, una tradición del fin de semana de Día de Victoria es el Saludo de Hyack Anvil Battery, una tradición creada durante tiempo colonial como un sustituto del saludo de 21-pistolas: la pólvora se coloca entre dos yunques, el que se encuentra encima de la otra esta volteado hacia arriba, y cuando la pólvora es encendida, la ese yunque es lanzado hacia el cielo. Otras celebraciones incluyen un espectáculo de fuegos artificiales en el anochecer, como aquel que ocurrió en la Bahía de la Playa Ashbridge en el este de Toronto, y en Ontario Place, en la misma ciudad.
En Ottawa, la tradicional ceremonia Trooping of the Queen's Color tiene lugar en Parliament Hill o enRideau Hall en ocasiones. El oficial de revisión en la ceremonia es la Reina, con miembros de la Familia Real, el Gobernador General, el ministro de Defensa Nacional y el Jefe del Estado Mayor de la Defensa ocupando su lugar en caso de que se ausente. Las unidades que participan en el desfile incluyen personal de los Guardapiés del Gobernador General y los Guardias de Granaderos Canadienses, los cuales forman parte de la Guardia Ceremonial.

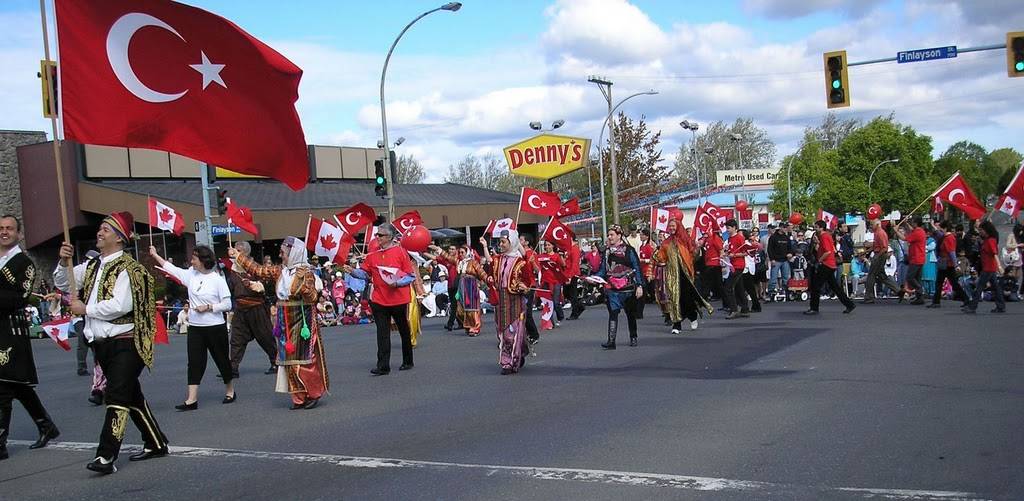
Los canadienses turcos marchan en el desfile del Día de Victoria de 2007 en Victoria, Columbia Británica

En todo el país, el Día de Victoria se reconoce como el final no oficial de lo que la sociedad canadiense considera invierno, y por ello marca el principio del calendario de verano. Banff, el Pueblo del Sol de Alberta  acaba su estación de esquí en el Día de Victoria y, así mismo, es durante este fin de semana que muchos negocios de verano—como parques, restaurantes exteriores, alquileres de bicicletas, operadores de visitas turísticas de la ciudad, etc.—abren. El Día de Victoria también marca el principio de la estación de las cabañas, cuándo los dueños de las cabañas pueden revertir las preparaciones de invierno que pusieron en sus propiedades. Los jardineros en Canadá de modo parecido consideran el Día de Victoria como el principio de la primavera, pues cae en un momento cuando uno puede estar bastante seguro de que la helada no volverá hasta el próximo otoño. Hay también un cambio en la moda: ropa de verano pintada de colores más ligeros era tradicionalmente usada desde el Día de Victoria hasta el Día del Trabajo.
Las festividad es coloquialmente conocida en algunas partes de Canadá como "mayo Dos-Cuatro"; una palabra con un significado oculto que se refiere tanto a la fecha alrededor de la cual se encuentra el festejo (mayo 24) y al slang canadiense para un caso de veinticuatro cervezas (un "dos-cuatro"), una bebida popular durante el largo fin de semana. El fin de semana de vacaciones también puede ser conocido como el "May Long weekend", "May Long", o "May Run", y el término "Firecracker Day" en algún momento fue empleado en Ontario.
Una corta canción tradicional del Día de Victoria es la siguiente: "The twenty-fourth of May / Is the Queen's birthday; / If they don't give us a holiday / We'll all run away!" (Traducción: "El veinticuarto de mayo / Es el cumpleaños de la Reina; / Si no nos dan unas vacaciones / Nosotros las tomaremos!") El festejo es referenciado en la canción "Lakeside Park" por la banda de rock canadiense Rush, en su álbum de 1975 Caress of Steel . La canción presenta la línea, "everyone would gather on the 24th of May, sitting in the sand to watch the fireworks display" (Traducción: "todo el mundo reuniría en el 24 de mayo, sentando en la arena para mirar los fuegos artificiales").